# 민스크 아레나
민스크 아레나(Мінск-Арэна)는 2010년 세워진 벨라루스 민스크의 다목적 실내 경기장이다. 
콘티넨탈 하키 리그(아이스하키) HC 디나모 민스크의 홈구장이며 아이스하키 경기시에는 15,000명 스피드 스케이팅은 3,000명, 그리고 벨로드롬으로 변환시 2,000명까지 수용이 가능하다.